# Horst Mahseli
Horst Lothar Mahseli, ps. Antoś (ur. 20 czerwca 1934 w Bytomiu, zm. 3 grudnia 1999 w Singen) – polski piłkarz, reprezentant Polski w latach 1955–1958, trener, oficer Wojska Polskiego.

## Kariera

### Piłkarska
Mahseli był wychowankiem Polonii Bytom, w której treningi rozpoczął w 1948 roku. W sezonie 1952 został włączony do drużyny seniorów, występującej wtenczas w I lidze. Mahseli zadebiutował w zespole 19 października 1952 roku w przegranym 1:0 meczu z Wisłą Kraków. W ciągu trzech lat gry dla Polonii, Mahseli zdobył mistrzostwo (1954) i wicemistrzostwo Polski (1952). W 1955 roku trafił wspólnie z klubowymi kolegami, Henrykiem Kempnym i Janem Bemem do Legii Warszawa. W nowym zespole zadebiutował 16 marca 1955 roku w wygranym 2:3 meczu 1/16 finału Pucharu Polski z Granatem Skarżysko-Kamienna, zaś pierwszą bramkę strzelił 13 maja 1967 roku w zwycięskim 0:4 spotkaniu z GKS–em Katowice. Mahseli grał dla „Legionistów” przez piętnaście sezonów. Zdobył z klubem w tym czasie trzykrotnie mistrzostwo (1955, 1956, 1968/1969), dwukrotnie wicemistrzostwo (1960, 1967/1968) i jeden raz trzecie miejsce mistrzostw Polski (1961) oraz czterokrotnie Puchar Polski (1955, 1956, 1964, 1966). W latach 1972–1973 pełnił rolę grającego trenera w Okęciu Warszawa, natomiast w 1974 roku prowadził Star Starachowice.

### Reprezentacyjna
Mahseli był reprezentantem Polski w latach 1955–1958. Zagrał w tym czasie w dziewięciu meczach. Zadebiutował w kadrze prowadzonej przez selekcjonera Ryszarda Koncewicza 29 maja 1955 roku w zremisowanym 2:2 spotkaniu z Rumunią. Ostatni mecz w reprezentacji zagrał 25 maja 1958 roku, kiedy to Polska przegrała 3:2 z Danią.

## Statystyki

### Klubowe
| Sezon        | Klub           | Liga    | Liga krajowa | Liga krajowa | Puchar Polski | Puchar Polski | Europejskie Puchary | Europejskie Puchary | Łącznie | Łącznie |
| ------------ | -------------- | ------- | ------------ | ------------ | ------------- | ------------- | ------------------- | ------------------- | ------- | ------- |
| Sezon        | Klub           | Liga    | Meczów       | Bramek       | Meczów        | Bramek        | Meczów              | Bramek              | Meczów  | Bramek  |
| 1952         | Polonia Bytom  | I Liga  | 3            | 0            | –             | –             | –                   | –                   | 3       | 0       |
| 1953         | Polonia Bytom  | I Liga  | 3            | 0            | –             | –             | –                   | –                   | 3       | 0       |
| 1954         | Polonia Bytom  | I Liga  | 16           | 0            | –             | –             | –                   | –                   | 16      | 0       |
| 1955         | Legia Warszawa | I Liga  | 22           | 0            | 5             | 0             | –                   | –                   | 27      | 0       |
| 1956         | Legia Warszawa | I Liga  | 19           | 0            | 2             | 0             | 2                   | 0                   | 23      | 0       |
| 1957         | Legia Warszawa | I Liga  | 21           | 0            | 2             | 0             | –                   | –                   | 23      | 0       |
| 1958         | Legia Warszawa | I Liga  | 19           | 0            | –             | –             | –                   | –                   | 19      | 0       |
| 1959         | Legia Warszawa | I Liga  | 5            | 0            | –             | –             | –                   | –                   | 5       | 0       |
| 1960         | Legia Warszawa | I Liga  | 21           | 0            | –             | –             | 2                   | 0                   | 23      | 0       |
| 1961         | Legia Warszawa | I Liga  | 19           | 0            | –             | –             | –                   | –                   | 19      | 0       |
| 1962         | Legia Warszawa | I Liga  | 14           | 0            | 2             | 0             | –                   | –                   | 16      | 0       |
| 1962/1963    | Legia Warszawa | I Liga  | 26           | 0            | 2             | 0             | –                   | –                   | 28      | 0       |
| 1963/1964    | Legia Warszawa | I Liga  | 26           | 0            | 5             | 0             | –                   | –                   | 31      | 0       |
| 1964/1965    | Legia Warszawa | I Liga  | 25           | 0            | 4             | 0             | 7                   | 0                   | 36      | 0       |
| 1965/1966    | Legia Warszawa | I Liga  | 26           | 0            | 5             | 0             | –                   | –                   | 31      | 0       |
| 1966/1967    | Legia Warszawa | I Liga  | 23           | 1            | 2             | 0             | 2                   | 0                   | 27      | 1       |
| 1966/1967    | Legia Warszawa | I Liga  | 25           | 0            | 2             | 0             | 4                   | 0                   | 31      | 0       |
| 1968/1969    | Legia Warszawa | I Liga  | 4            | 1            | 2             | 0             | 1                   | 0                   | 7       | 1       |
| Podsumowanie |                |         |              |              |               |               |                     |                     |         |         |
| Razem        | Polonia Bytom  | I Liga  | 22           | 0            | 0             | 0             | 0                   | 0                   | 22      | 0       |
| Razem        | Legia Warszawa | I Liga  | 295          | 2            | 33            | 0             | 18                  | 0                   | 345     | 2       |
|              |                | Łącznie | 317          | 2            | 33            | 0             | 18                  | 0                   | 367     | 2       |

### Reprezentacyjne
| Reprezentacja | Rok     | Mecze | Bramki |
| ------------- | ------- | ----- | ------ |
| Polska        | 1955    | 2     | 0      |
| Polska        | 1956    | 4     | 0      |
| Polska        | 1957    | 2     | 0      |
| Polska        | 1958    | 1     | 0      |
| Ogólnie       | Ogólnie | 9     | 0      |

| 1. | 29.05.1955 | Bukareszt, Rumunia        | Rumunia   | 2:2 | towarzyski  |
| 2. | 11.09.1955 | Helsinki, Finlandia       | Finlandia | 1:3 | towarzyski  |
| 3. | 15.07.1956 | Budapeszt, Węgry          | Węgry     | 4:1 | towarzyski  |
| 4. | 22.07.1956 | Chorzów, Polska           | NRD       | 0:2 | towarzyski  |
| 5. | 28.10.1956 | Warszawa, Polska          | Norwegia  | 5:3 | towarzyski  |
| 6. | 16.11.1956 | Stambuł, Turcja           | Turcja    | 1:1 | towarzyski  |
| 7. | 19.05.1957 | Warszawa, Polska          | Turcja    | 0:1 | towarzyski  |
| 8. | 23.06.1957 | Moskwa, Związek Radziecki | ZSRR      | 3:0 | el. MŚ 1958 |
| 9. | 25.05.1958 | Kopenhaga, Dania          | Dania     | 3:2 | towarzyski  |

## Sukcesy

### Polonia Bytom
- Mistrzostwo Polski w sezonie 1954
- Wicemistrzostwo Polski w sezonie 1952

### Legia Warszawa
- Mistrzostwo Polski (3 razy) w sezonach: 1955, 1956, 1968/1969
- Wicemistrzostwo Polski (2 razy) w sezonach: 1960, 1967/1968
- 3. miejsce mistrzostw Polski w sezonie 1961
- Puchar Polski (4 razy) w sezonach: 1955, 1956, 1964, 1966

## Życie prywatne
Mahseli był absolwentem Politechniki Warszawskiej. Uzyskał tytuł inżyniera elektryki. Był również oficerem Wojska Polskiego w stopniu majora. W 1949 pod przymusem urzędowym zmieniono mu imię i nazwisko na Antoni Maseli. W 1958 przywrócono mu rodowe imiona i nazwisko, zaś dziesięć lat później dokonano zmiany imion na Antoni Jan Mahseli. W drugiej połowie lat 70 XX w. wyemigrował do Niemiec. Z chwilą wyjazdu powrócił do pisowni z chrztu, Horst Lothar Mahseli.